# Зеноб Глак
Зено́б Глак (вірм. Զենոբ Գլակ) — вірменський чернець, автор початкової частини «Історії Тарона». Традиційно вважається, що Глак жив у IV столітті.

## Біографія
Зеноб Глак, імовірно сирієць, був настоятелем Глакського монастиря. У «Історії Тарона» описав боротьбу, яку вірмени вели проти насильницької християнізації в області Тарон, біля озера Ван. У своєму творі Зеноб називає себе учнем св. Григорія Просвітителя. Текст був виданий в 1708 (Константинополь) і в 1832 (Венеція) ; переклад — в «Collection des historiens arméniens», par Victor Langlois (т. I, Париж, 1867).